# Technoblade
Alexander (1 de junho de 1999 – junho de 2022), mais conhecido como Technoblade, foi um youtuber norte-americano que ganhou notoriedade por seus vídeos de Minecraft e livestreams em seu canal no YouTube, bem como seu envolvimento no Dream SMP. Em julho de 2022, seu canal tinha mais de 12 milhões de inscritos. Technoblade morreu em junho de 2022, vítima de um sarcoma metastático.

## Carreira
Technoblade criou seu canal no YouTube em 28 de outubro de 2013. Seu conteúdo girava principalmente em torno do jogo eletrônico Minecraft, e ele frequentava o servidor de minigames Hypixel. Minigames do servidor, como BedWars e SkyBlock, também foram tema de grande parte de seu conteúdo. Sua popularidade aumentou muito em 2019 após suas múltiplas vitórias no torneio "Minecraft Monday" do youtuber Keemstar. Ele participou regularmente do torneio "Minecraft Championship" com outras personalidades de Minecraft, e foi citado por Cale Michael da Dot Esports como "um dos melhores jogadores de Minecraft no espaço de criação de conteúdo, especialmente quando se trata de eventos jogador contra jogador". Technoblade também fazia parte do servidor Dream SMP como um de seus principais personagens. Em 31 de dezembro de 2021, o canal principal da Technoblade atingiu 10 milhões de inscritos, que era uma meta sua desde os 13 anos. Na época de sua morte em junho de 2022, seu principal canal no YouTube havia atingido 10,8 milhões de inscritos.
Technoblade tinha uma rivalidade amigável com o youtuber de Minecraft Dream, o fundador do Dream SMP. Os dois tiveram um reconhecimento contestado pelo título de "melhor jogador de Minecraft" em toda a sua base de fãs. Em resposta ao diagnóstico de câncer de Technoblade no final de agosto de 2021, Dream doou 21,409 dólares para a pesquisa do câncer.

## Vida pessoal
Technoblade nasceu em 1 de junho de 1999,  e morou em San Francisco, Califórnia. Technoblade aprendeu esgrima no ensino médio. Ele residiu na Califórnia durante a maior parte do início de sua carreira no YouTube, cursando e se formando no ensino médio no estado. Em meados de 2018, após seu ano sabático, Technoblade mudou-se para Iowa City, Iowa e se matriculou na Universidade de Iowa como estudante de inglês por mais de um ano antes de voltar para San Francisco após desistir. Os pais de Technoblade eram divorciados e ele tinha TDAH, conforme um Fórum do servidor Hypixel. Sua altura era 1,89 metros, e ele era ateu. Technoblade brincava com seus espectadores, revelando detalhes falsos de sua vida e uma vez enganou seu público em acreditar que seu nome era "Dave"; este apelido foi geralmente aceito como seu nome real até o vídeo anunciando sua morte.

## Saúde e morte
A luta de Technoblade contra o câncer havia sido divulgada anteriormente com sua base de fãs; ele divulgou seu diagnóstico em agosto de 2021. Em 27 de agosto de 2021, um vídeo foi publicado revelando que ele foi diagnosticado com sarcoma depois de sentir dor no braço direito. Quimioterapia e radioterapia não tiveram sucesso, pois seu terapeuta afirmou que seu braço potencialmente precisaria ser amputado. Em dezembro de 2021, Technoblade foi submetido com sucesso a uma operação de salvamento de membro, mantendo o braço intacto.
Em 30 de junho de 2022, um vídeo foi publicado no canal do YouTube de Technoblade, em que seu pai anunciou que ele havia morrido, sucumbindo ao câncer metastático. Ele leu uma mensagem escrita por Technoblade durante suas últimas 8 horas de vida e disse que os lucros do merchandising iriam para a Sarcoma Foundation of America. O vídeo terminou com uma mensagem escrita pela mãe de Technoblade. O tributo se tornou o vídeo mais popular no YouTube no final daquele dia, ultrapassando 34 milhões de visualizações em 24 horas. Até agosto de 2024, possuia mais de 110 milhões de visualizações, se tornando o vídeo mais assistido de seu canal. Seu canal ganhou mais de 400 mil inscritos postumamente.
Originalmente, Technoblade havia planejado escrever e gravar o vídeo ele mesmo antes de sua morte, mas não pôde devido à piora de sua saúde e outros fatores.

### Reações
Vários YouTubers, incluindo Dream e outros membros do Dream SMP, expressaram suas condolências, apoio e admiração por ele online. Simon Collins-Laflamme, cofundador do servidor Hypixel, divulgou uma declaração semelhante. O YouTube twittou suas condolências para sua família, amigos e fãs após o lançamento do vídeo. A conta oficial do Twitter de Minecraft também twittou suas condolências. O empresário Elon Musk prestou homenagem a Technoblade no Twitter com uma citação de Sonic the Hedgehog em Wreck-It Ralph. A Sarcoma Foundation of America enviou suas condolências à família. Em um comunicado, o CEO da fundação, Brandi Feiser, disse que Technoblade arrecadou mais de 500 mil dólares para apoiar a pesquisa sobre o sarcoma durante sua vida. De acordo com a Polygon, Technoblade era "uma das personalidades mais célebres de Minecraft".
Em entrevista ao The New York Times, Don Pireso, principal administrador do Hypixel, afirmou que a família de Technoblade não fará mais comentários sobre sua morte, pois "o vídeo que eles compartilharam contém todas as informações que eles estão confortáveis em compartilhar neste momento". A equipe do Hypixel também estabeleceu um espaço digital através de seu servidor onde os fãs podem escrever suas condolências, que serão enviadas para a família de Technoblade.
Em 2 de julho de 2022, a Mojang adicionou uma homenagem ao Technoblade à imagem do launcher de Minecraft: Java Edition. A imagem apresenta os personagens principais saindo de uma caverna cercada por vários animais, incluindo um porco. Em referência à skin do jogo do youtuber e ao branding do canal, uma coroa foi adicionada ao porco, mas posteriormente foi removida do launcher.
Em Um Filme Minecraft, a Mojang adicionou uma homenagem ao Technoblade, sendo adicionada uma coroa em um porco, para simbolizar à skin do youtuber.